# Hohenstaufen-Gymnasium (Kaiserslautern)
Das Hohenstaufen-Gymnasium (HSG) ist ein Gymnasium mit sprachlichem sowie naturwissenschaftlichem Profil in staatlicher Trägerschaft in Kaiserslautern, Rheinland-Pfalz.

## Geschichte
Am 1. April 1834 wurde eine Kreisgewerbe- und Landwirtschaftsschule gegründet, aus der das heutige Hohenstaufen-Gymnasium hervorging. Diese wurde 1867 durch die Errichtung einer technischen Fortbildungsschule erweitert, die später zu eigenständigen kgl. Industrieschule erklärt wurde. Diese wurde 1886/87–1898 wegen gesunkener Schülerzahlen und der wirtschaftlichen Rezession geschlossen. 1907 geht aus dieser die neue Oberrealschule hervor, die 1938 zur Oberschule für Jungen umbenannt wird. Am 1. Oktober 1945 wird die Oberrealschule nach ihrer Zerstörung im 2. Weltkrieg wiedereröffnet und 1950 im Rahmen einer Neuordnung des höheren Schulwesens in Rheinland-Pfalz zum Gymnasium und 1964 zum Mathematisch-naturwissenschaftlichen und Neusprachlichen Gymnasium. Ihren heutigen Namen trägt die Schule seit ihrem Umzug 1967. Eine Ganztagsschule in offener Form wird seit 1980 und bilingualer Unterricht seit 1989 angeboten. Für den Informatikunterricht wurde 1979 ein Großrechner für 70.000 DM angeschafft und 2002 mit Sondergenehmigung der Kultusbehörde ein Leistungskurs eingerichtet.

## Lage und Gebäude
Ursprünglich lag die Schule in der Stadtmitte am damaligen Maxplatz. Durch Bombenangriffe im Januar und September 1944 wurden die Turn- und Festhalle sowie die Gebäude der Kreisrealschule, der Fachhochschule, der Alten Industrieschule und des Humanistischen Gymnasiums vollständig zerstört, das Gebäude der Oberrealschule konnte jedoch gerettet werden. Am 4. November 1963 begann der Bau des aktuellen Gebäudes im Stadtteil Galgenschanze, das am 30. August 1967 (Anm.) der Schule übergeben wurde. Im Zeitraum 1994–2007 wurde sie für 14,5 Millionen Euro in sieben Bauabschnitten generalsaniert. Dabei wurden die Fenster und technischen Anlagen erneuert, das begrünte Flachdach, Fassaden und alle Räume saniert sowie der Innenhof mit 4 Klassenräumen und der Cafeteria bebaut.

## Profil
Das Hohenstaufen-Gymnasium hat sowohl ein sprachliches als auch ein naturwissenschaftliches Profil.
Es ist seit 2000 Mitglied im Schulnetzwerk MINT-EC und vergibt daher zusammen mit dem Abitur MINT-EC-Zertifikate. Das HSG ist als Netzwerkschule der RPTU im Verbund mit der Rheinland-Pfälzischen Technischen Universität (RPTU) am Standort Kaiserslautern und kooperiert im Bereich der MINT-Fächer.
Das sprachliche Profil des HSG wird unter anderem durch einen bilingualen Zweig in Englisch repräsentiert.
Ab der 5. Klasse wird Englisch oder Französisch angeboten. Falls Französisch gewählt wurde, kommt in der 6. Klasse Englisch verpflichtend hinzu, ansonsten stehen als 2. Fremdsprache Französisch oder Latein zur Wahl. Ab der 9. Klasse können zusätzlich freiwillig Spanisch, Französisch oder Latein gewählt werden. Die Schule nimmt außerdem regelmäßig am Wettbewerb The Big Challenge teil und bereitet auf Prüfungen zu Cambridge- und DELF-Zertifikaten vor.
Es werden Austauschprogramme nach Frankreich, Kanada und in die USA sowie Begegnungsfahrten mit polnischen und ukrainischen Partnerschulen nach Kreisau angeboten. Seit 2020 ist das HSG als Europaschule des Landes Rheinland-Pfalz zertifiziert.
Für die Klassenstufen 5 und 6 wird eine Ganztagsschule in offener Form angeboten, die von Montag bis Donnerstag die Betreuung bis 15:30 sicherstellt. Dabei bietet diese Mittagessen, Unterstützung bei den Hausaufgaben und Freizeit.

## Schulleitung
- Richard Haas (1834 bis 1844)[6]
- Johann Eduard Herberger (1844 bis 1848)
- Christian Faber (1848 bis 1864)
- Georg Gribius (1864 bis 1866)
- August Rohe (1877 bis 1898)
- Anton Cornely (1898 bis 1904)
- August Regnault (1904 bis 1922)
- Karl Wimmer (1922 bis 1928)
- Friedrich Köhler (1928 bis 1934)
- Ludwig Grashey (1934 bis 1937)
- Bernhard Breier (1937 bis 1945)
- Arnold Lehmann (1945 bis 1949)
- Friedrich Holzmann (1949 bis 1953)
- Ernst Graf (1953 bis 1960)
- Linus Heim (1960 bis 1962)
- Wilhelm Zimmer (1962 bis 1963)
- Paul Schiestel (1963 bis 1977)
- Karl Werner Leonhardt (1977 bis 1995)
- Hermann Lauer (1995 bis 1996)
- Armin Steinbrecher (1996 bis 2002)
- Roland Weirich (2002 bis 2003)
- Gudrun Barkowski (2003 bis 2013)[14]
- Roland Frölich (ab 2013)[15]

## Ehemalige

### Lehrer
- Johann Eduard Herberger (1809–1855), Chemielehrer, Schulleiter und Apotheker
- Paul Münch (1879–1951), Zeichenlehrer, stellvertretender Schulleiter und Autor
- Xaver Jung (* 1962), Politiker und Lehrer

### Schüler
- Georg Michael Pfaff (1823–1893), Gründer der Nähmaschinenfabrik Pfaff
- August Zinn (1825–1897), Mediziner und Mitglied des Deutschen Reichstags
- Georg von Neumayer (1826–1909), Geophysiker und Polarforscher
- Klaus Weichel (* 1955), Oberbürgermeister Kaiserslautern
- Franz Rheinheimer (* 1956), Immobilien- und Versicherungsmakler, Ehrenvorsitzender TuS 04 Kaiserslautern-Dansenberg, Ortsvorsteher von Dansenberg seit 2004[16][17]
- Marcus Damm (* 1974), Erziehungswissenschaftler, Psychologe und Buchautor
- Iakovos Andriopoulos (* 1992), griechischer Theologe und Metropolit von Mexiko[18][19]